# Густав Адольф-Ауффенберг-Комаров
Густав Адольф-Ауффенберг-Комаров (нім. Gustav Adolph-Auffenberg-Komarów), до одруження — Густав Адольф (нім. Gustav Adolph; 11 липня 1887, Ольмюц — 8 лютого 1967, Відень) — австрійський і німецький воєначальник, генерал-лейтенант вермахту. Кавалер Німецького хреста в золоті.

## Біографія
Син гауптмана австро-угорської армії Густава Адольфа. 18 серпня 1908 року поступив на службу в австро-угорську армію. Учасник Першої світової війни, за бойові заслуги відзначений численними нагородами. Після війни продовжив службу в австрійській армії. Після аншлюсу автоматично перейшов у вермахт.
З 1 березня 1939 року — командир 3-го батальйону 85-го піхотного полку. З 26 жовтня 1939 року — командир 41-го піхотного полку. З 16 жовтня 1940 року — командир 453-го піхотного полку. З 5 вересня 1942 року — командир 285-ї охоронної дивізії. 1 березня 1944 переведений на миротворчу службу в 20-й гренадерський полк. З 15 по 31 травня 1944 року перебував у відпустці. 1 червня був відправлений на лікування в резервний лазарет в Бадені.
З 27 липня — в резерві. 29 липня був виписаний з лазарету. З 14 серпня — керівник штабу інвентаризації піхотної дивізії «Доллершейм». 5 вересня знову відправлений до резерву. З 11 вересня — керівник штабу інвентаризації 17-го військового округу. З 13 грудня — комендант укріпрайону «Нижній Дунай». 5 травня 1945 року взятий у полон. 26 вересня 1946 року звільнений.

## Сім'я
27 травня 1922 року одружився з Ерікою, дочкою барона Моріца Ауффенберга фон Комарова. Після одруження взяв об'єднане прізвище. В шлюбі народився син.

## Звання
- Кадет (18 серпня 1908)
- Лейтенант (1 листопада 1911)
- Обер-лейтенант (1 серпня 1914)
- Гауптман (27 жовтня 1917)
- Штабс-гауптман (1 березня 1923)
- Майор (20 січня 1928)
- Оберст-лейтенант (22 червня 1938)
- Оберст (20 квітня 1939)
- Генерал-майор (1 вересня 1942)
- Генерал-лейтенант (1 вересня 1943)

## Нагороди
- Військовий ювілейний хрест (2 грудня 1908)
- Пам'ятний хрест 1912/13

### Перша світова війна
- Медаль «За військові заслуги» (Австро-Угорщина)
  - Бронзова з мечами (7 грудня 1914)
  - Срібна з мечами (15 травня 1916)
  - Срібна з мечами (25 листопада 1917)
- Хрест «За військові заслуги» (Австро-Угорщина) 3-го класу з військовою відзнакою і мечами (30 липня 1915)
- Орден Залізної Корони 3-го класу з військовою відзнакою і мечами (12 грудня 1916)
- Залізний хрест 2-го класу (1917)
- Військовий Хрест Карла
- Медаль «За поранення» (Австро-Угорщина) для інвалідів

### Міжвоєнний період
- Пам'ятна військова медаль (Австрія) з мечами
- Пам'ятна військова медаль (Угорщина) з мечами
- Почесний знак «За заслуги перед Австрійською Республікою», золотий знак (21 квітня 1934)
- Хрест «За вислугу років» (Австрія) 2-го класу для офіцерів (10 жовтня 1934)
- Почесний хрест ветерана війни з мечами
- Медаль «За вислугу років у Вермахті» 4-го, 3-го, 2-го і 1-го класу (25 років)
- Медаль «У пам'ять 1 жовтня 1938»

### Друга світова війна
- Нагрудний знак «За поранення» в сріблі (1939) — заміна медалі «За поранення».
- Застібка до Залізного хреста 2-го класу (20 вересня 1939)
- Залізний хрест 1-го класу (8 жовтня 1939)
- Штурмовий піхотний знак в сріблі (19 лютого 1942)
- Медаль «За зимову кампанію на Сході 1941/42» (17 липня 1942)
- Німецький хрест в золоті (20, 22 або 31 березня 1942)